# Eustenia acuminatalis
Eustenia acuminatalis là một loài bướm đêm trong họ Crambidae.